# Distrikt Qeqertarsuaq
Qeqertarsuaq ist seit 2009 ein grönländischer Distrikt in Westgrönland. Er ist deckungsgleich mit der von 1950 bis 2008 bestehenden Gemeinde Qeqertarsuaq.

## Lage
Der Distrikt Qeqertarsuaq besteht aus der Diskoinsel sowie den wenigen ihr vorgelagerten Nebeninseln sowie der Inselgruppe Kitsissut. Nördlich und östlich auf der anderen Seite des Sullorsuaq (Vaigat) befindet sich der Distrikt Ilulissat, während südlich auf der anderen Seite der Diskobucht der Distrikt Aasiaat liegt.

## Geschichte
Die Gemeinde Qeqertarsuaq entstand 1950 durch die Dekolonialisierung des Kolonialdistrikts Godhavn. Seit der Auflösung der Gemeinde Vaigat 1974 gehörte die gesamte Diskoinsel zur Gemeinde Qeqertarsuaq. Bei der Verwaltungsreform 2009 wurde die Gemeinde Qeqertarsuaq in die Qaasuitsup Kommunia eingegliedert und zu einem Distrikt. Seit 2018 ist der Distrikt Qeqertarsuaq Teil der Kommune Qeqertalik.

## Orte
Neben der Stadt Qeqertarsuaq befindet sich lediglich das Dorf Kangerluk im Distrikt Qeqertarsuaq.
Daneben befanden sich die folgenden mittlerweile verlassenen Siedlungen in der damaligen Gemeinde bzw. im heutigen Distrikt:
- Aamaruutissat
- Imerissoq

## Wappen
Das Wappen zeigt einen weißen Grönlandwal auf blauem Grund. Darüber das Polarlicht. Der Grönlandwal steht für die Stadt, die ursprünglich als Walfängerloge gegründet wurde. Das Polarlicht ist eine Anspielung auf die Arktisstation der Universität Kopenhagen, die sich in Qeqertarsuaq befindet. Das Wappen wurde 1973 anlässlich des 200. Gründungsjubiläums angenommen.

## Bevölkerungsentwicklung
Die Einwohnerzahl des Distrikts ist seit den 1990er Jahren rückläufig.